# La Caya
La Caya är en ort i Dominikanska republiken.   Den ligger i provinsen Valverde, i den nordvästra delen av landet, 180 km nordväst om huvudstaden Santo Domingo. La Caya ligger 173 meter över havet och antalet invånare är 1 005.
Terrängen runt La Caya är kuperad åt nordost, men åt sydväst är den platt. Runt La Caya är det ganska tätbefolkat, med 185 invånare per kvadratkilometer. Närmaste större samhälle är Mao, 17,0 km söder om La Caya. Omgivningarna runt La Caya är en mosaik av jordbruksmark och naturlig växtlighet.